# Iceye
ICEYE – fiński producent mikrosatelitów z siedzibą w Espoo i oddziałami w 7 krajach, w tym w Polsce. Na rok 2025 posiadała największą na świecie konstelację 44 satelitów SAR. 
ICEYE został założony w 2014 roku jako spin-off Wydziału Technologii Radiowej Uniwersytetu Aalto. 
Prezesem i współzałożycielem ICEYE jest Rafał Modrzewski.

## Historia
W 2015 roku projekt ICEYE wykazał, że radar z syntetyczną aperturą (SAR) może być wykorzystywany do monitorowania niebezpiecznych elementów lodu, takich jak lód pakowy. W tym samym roku, 1 września, ICEYE otrzymał dotację w wysokości 2,4 mln euro z programu Unii Europejskiej Horyzont 2020, której celem jest „integracja, testy pilotażowe i demonstracja systemu ICEYE SAR w jego ostatecznej formie jako mikro satelity w celu przyciągnięcia prywatnych inwestycji do uruchomienia”.
W sierpniu 2017 r. ICEYE pozyskał kapitał w wysokości 13 mln USD, w tym od Fińskiej Agencji Finansowania Innowacji.
W 2019 roku założyciele ICEYE i zaangażowany personel Aalto otrzymali fińską nagrodę inżynieryjną. W uzasadnieniu nagrody nazwano to osiągnięcie „przełomem w fińskiej technologii kosmicznej”. Nagroda jest przyznawana corocznie przez Akademickich Inżynierów i Architektów w Finlandii TEK, główny związek zawodowy i towarzystwo naukowe dla absolwentów uniwersytetów w Finlandii.

Zdjęcie z systemu SAR portu morskiego Rotterdam

W październiku 2019 r. ICEYE zaczął oferować komercyjny dostęp do swoich zdjęć SAR o rozdzielczości 1 metra i obsługiwało 3 satelity SAR.
W grudniu 2020 roku spółka sprzedała brazylijskim siłom powietrznym dwa satelity (X18, X19 lub X20). Satelity te zostały wystrzelone w maju 2022 roku w ramach misji SpaceX Transporter-5. Brazylijczycy nazwali te satelity Carcará 1 i Carcará 2.
W sierpniu 2022 roku, podczas rosyjskiej inwazji na Ukrainę, ICEYE podpisał umowę z fundacją Serhija Prytuły, które dały Siłom Zbrojnym Ukrainy dostęp do jednego z jej satelitów.
Do sierpnia 2024 r. firma wystrzeliła łącznie 38 satelity. W grudniu 2024 r. wystrzelono kolejne dwie, a w styczniu 2025 r. cztery, co zwiększyło łączną liczbę wystrzelonych satelitów do 44.
W maju 2025 MON podpisał umowę z ICEYE na dostarczenie 3 satelitów wraz z naziemnym modułem analizy danych dla Wojska Polskiego w kwocie 860 mln PLN.